# 난쟁이새매
난쟁이새매(학명: Polihierax semitorquatus 폴리히에락스 세미토르콰투스[*])는 동아프리카와 남아프리카가 원 서식지인 소형 맹금류이다. 단계통으로 1속 1종이다. 난쟁이새매는 아프리카 대륙에서 가장 맹금류이자 지구상 가장 작은 맹금 중에 하나이다.

## 특징
난쟁이새매 성조는 몸길이 20 cm (7.9 in), 몸무게54 to 76 g (1.9–2.7 oz)이다.
이 새는 배와 얼굴 아래가 하얗으며, 수컷의 경우 등의 색이 회색을 띠고, 암컷은 적갈색을 띤다. 목 뒤쪽은 하얀색의 '눈무늬'가 있다. 유조는 등이 갈색을 띠는데 암컷 성조보다 둔탁하며 가슴에 적갈색 털이 나 있다. 날개의 비행깃에는 흑백 점무늬가 있으며, 꼬리깃은 흑백 줄무늬가 있다.
난쟁이새매는 낮게 날며 굽이치는 비행방식을 가지고 있다.비슷한 크기 및 깃털 색깔로 보아, 때까치의 일부 종들과 얕추 닮은 점이 있다.
케냐에 사는 개체들의 경우 고음으로 '키키킥' 소리를 반복하며 새소리를 낸다. 남아프리카 지역에서의 경우 '칩칩' 또는 '킥-킥-킥-킥' 새소리를 낸다.

## 분포 및 서식지
난쟁이새매는 메마른 덤불을 서식처로 삼는다. 아종 P. s. castanonotus의 경우 남수단, 소말리아 및 우간다 · 탄자니아 남부에 서식하며, 또 다른 아종 P. s. semitorquatus의 경우 앙골라와 남아프리카 북부에 걸쳐 분포해 있다. 이 분포 범위는 그 크기가 2700만km2에 달하는 것으로 측정되며, 난쟁이새매의 전체 개체 수는 가장 적게는 10만 마리, 최대 100만 마리에 달하는 것으로 집계된다.

## 행동습성 및 생태
난쟁이새매는 엘니뇨 남방진동 순환에 관련된 환경적 변동성과 다양한 먹이원에 영향을 받는 지역에서 적응적 가치를 지닌 생리적 특성이 보인다. 떼베짜는새(sociable weaver) 둥지의 보온성을 이용 및 매의 공동 서식으로 체온을 조절한다. 이것은 둥지를 보유한 새들이 휴지기의 체온조절에 들어갈 필요 에너지를 줄이기 때문에 중요하다.

### 먹이 및 섭취
난쟁이새매는 파충류와 곤충을 잡아먹지만 종종 소형 조류와 설치류, 적절한 크기 또는 소형의 포유류 및 아성체를 사냥하기도 한다. 높은 데에서 걸터앉아 쉬다가 사냥감을 내리덮쳐 사냥한다. 그러나, 몇몇 잠재 먹잇감은 난쟁이새매의 교활한 꼼수보다 한 수 더 앞서려 애쓰는데, 칼라하리나무도마뱀의 경우 근처의 떼베짜는새들이 다가오는 위험에 대해 큰 소리로 경고하여 도마뱀들이 도망칠 수 있도록 하는, 이른바  '도청'이 관찰되었다.

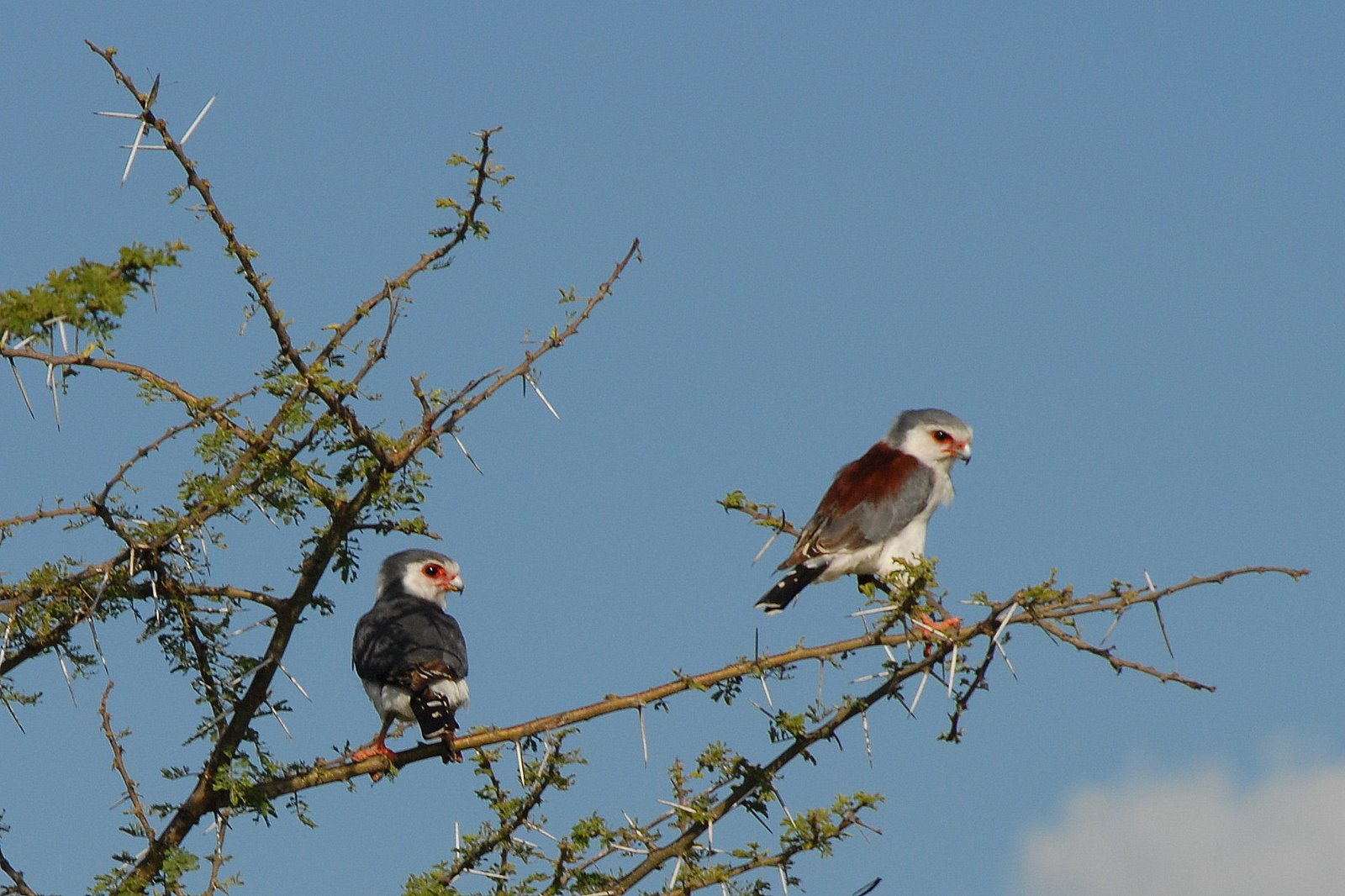
난쟁이새매 부부 (탄자니아 세렝게티 국립공원). 왼쪽이 수컷이고 오른쪽이 암컷이다.

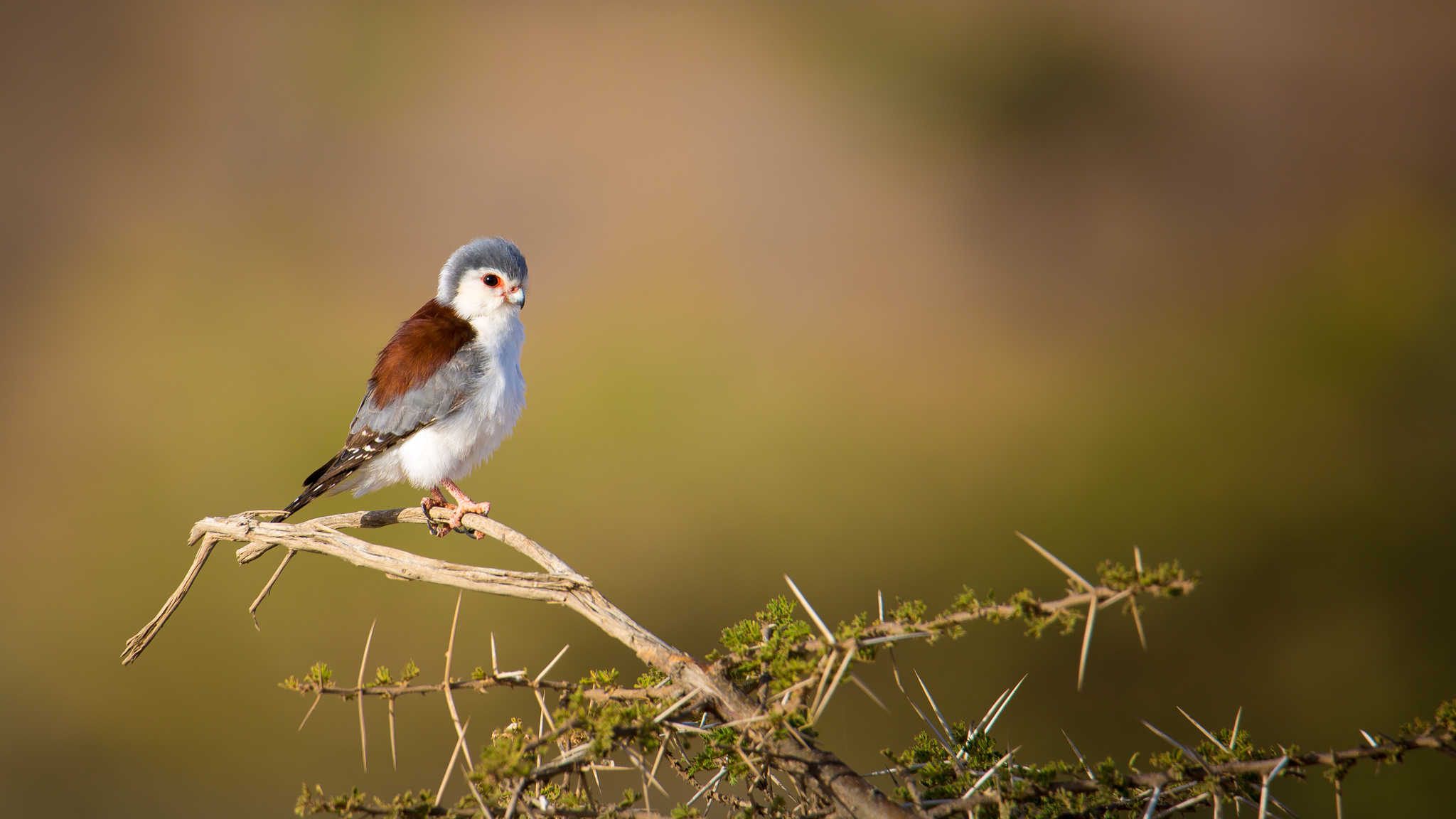
암컷 (케냐 버팔로 스프링스 국립보호구역)

### 번식
케냐에서는 난쟁이새매가 흰머리영양베짜는새의 둥지를 자신의 둥지로 이용하기 때문에 두 새의 서식 범위가 일치한다. 남아프리카에서는 붉은부리영양베짜는새 둥지 주변에서 발견되기도 하지만, 떼베짜는새의 군락 내부의 빈 집에 주로 둥지를 튼다. 떼베짜는새보다 덩치가 커서 종종 유조나 성조를 잡아먹기도 하지만, 대부분 후자를 내버려 둔다.
난쟁이새매는 흰머리영양베짜는새의 둥지를 주로 이용하기도 한다. 따라서 둥지를 틀거나 유지하는 데 드는 에너지 비용 없이 베짜는새가 만든 둥지에서 제공해주는 모든 이익들을 얻는다. 베짜는새들은 난쟁이새매가 점거한 둥지방들을 관리하지 못해, 이렇게 관리를 받지 못한 특정 방들이 주요 군락을 파괴할 가능성이 올라간다. 그러나 매는 군락 중심에서 멀어져 있으며 입구 갱도가 짧은 방을 선호하는 것으로 나타난다. 매는 단열성이 더 좋은 방을 선택하면 도움이 될 가능성이 높지만 베짜는새들보다 몸집이 크기 때문에 갱도가 긴 입구로 방에 접근하는 데 어려움을 겪을 수 있다.
난쟁이새매는 배설물을 사용해 이들의 둥지를 표시하지만 그 이유는 불명이다. 눈에 잘 띄는 배설물이 방 입구에 묻어있으면 뱀을 억제하고 외부 기생충의 수를 줄일 수 있다는 설이 제기되었다. 또한 유조의 면역 체계를 강화하고 같은 종에 신호를 보내는 용으로도 여겨진다. 점유된 방 입구에 있는 배설물은 다른 매들에게 이 방이 점유되었음을 알리는 사회적 신호로 사용될 수 있다.
한 번은 수컷이 다른 수컷을 죽인 일이 기록되었는데, 이후 죽은 수컷의 영역을 점령하여 죽은 수컷의 배우자와 함께 번식했다.
번식은 8월에서 2월 사이에 이루어지며, 9월과 12월에 절정에 이른다. 최대 알 산란 수는 세 개이며, 보통 한 계절에 한 번 또는 최대 세 번만 번식한다.

#### 공동번식
난쟁이새매의 영역 안에는 때때로 성조 두 마리 이상이 함께 살고 둥지를 돌보는 무리가 거주하기도 한다. 이러한 습성에는 네 가지 잠재적인 이유가 있는데, 방어, 협력적 일처다부성, 자손의 지연된 분산 및 협력, 그리고 체온조절이 있다. 마지막으로 확인할 수 있는 사실은 겨울철에 난쟁이새매가 떼베짜는새의 군락 안에 깊숙이 둥지를 틀어, 그 곳에서 더 나은 단열성을 제공받는다는 점이다.

## 상태
난쟁이새매는 생존 위협에 처해 있지 않다.

### 내용주
1. ↑  미크로히에락스속(Microhierax) 계통의 소형 동남아 매들이 난쟁이새매보다 더 작다.(전체 몸길이 약 5cm, 체중 30~40g)

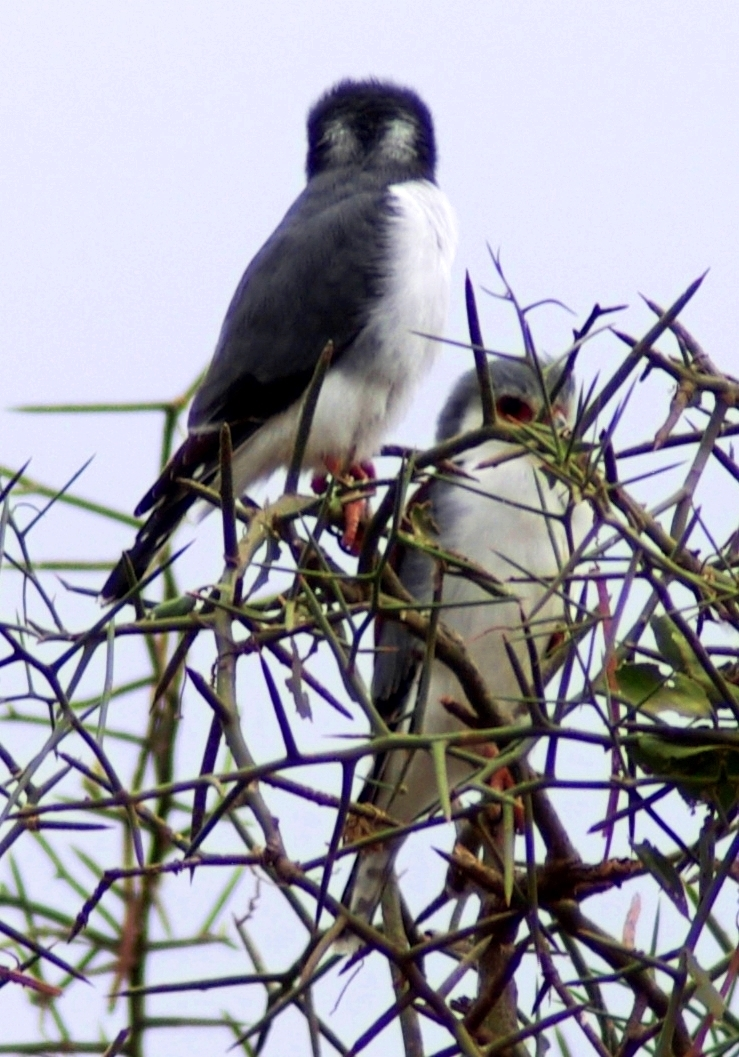
얼굴을 돌려놓은 왼쪽 위의 수컷 성조. 눈처럼 보이는 하얀색의 '눈무늬'가 보인다.

2. ↑  윗면에 검은점이 많고, 아랫면에 흰점이 많다.
3. ↑  사교쟁이베짜는새들이 여전히 군락 안에 살고 있지만 방이 크고 여러 방으로 되어 있기 때문에 그 중 빈 집이 있으면 들어가서 살 수 있는 것이다.
4. ↑  배설한 지 얼마 안되었을 때 흰색을 띠며 점차 시간이 지나면서 분홍빛으로 변한다.

### 참고주
1. 1 2 3  BirdLife International (2016). “Polihierax semitorquatus”. 《IUCN 적색 목록》 (IUCN) 2016: e.T22696313A93554647. doi:10.2305/IUCN.UK.2016-3.RLTS.T22696313A93554647.en. 2021년 11월 11일에 확인함.
2. ↑  Davieau, Daniel (2008). “Polihierax semitorquatus”. 《Animal Diversity Web》. 2023년 8월 18일에 확인함.
3. 1 2 3 4  Zimmerman, Dale A.; Turner, Donald A.; Pearson, David J. (1999). 《Birds of Kenya and Northern Tanzania》. Princeton University Press. 90–91, 110–111, 309쪽. ISBN 0-691-01022-6.
4. 1 2 3 4 5  Sinclair, Ian; Hockey, Phil; Tarboton, Warwick (2002). 《Birds of Southern Africa》. Princeton University Press. 116, 132쪽. ISBN 0-691-09682-1. 2007년 7월 26일에 확인함.
5. 1 2  Lund, Jess; Bolopo, Diana; Thomson, Robert L.; Elliott, Dorianne L.; Arnot, Luke F.; Kemp, Ryno; Lowney, Anthony M.; McKechnie, Andrew E. (2020년 2월 29일). “Winter thermoregulation in free-ranging pygmy falcons in the Kalahari Desert”. 《Journal of Ornithology》 161 (2): 549–555. Bibcode:2020JOrni.161..549L. doi:10.1007/s10336-020-01755-y. ISSN 2193-7192. S2CID 211554648.
6. 1 2  Covas, Rita; Huyser, Onno; Doutrelant, Claire (2004). “Pygmy Falcon predation of nestlings of their obligate host, the Sociable Weaver”. 《Ostrich》 75 (4): 325–326. Bibcode:2004Ostri..75..325C. doi:10.2989/00306520409485463. ISSN 0030-6525. S2CID 85568509.
7. ↑  Lowney, Anthony M; Flower, Tom P; Thomson, Robert L (Jun 2020). “Kalahari skinks eavesdrop on sociable weavers to manage predation by pygmy falcons and expand their realized niche presence”. 《Behavioral Ecology》 31 (5): 1094–1102. doi:10.1093/beheco/araa057.
8. ↑  Lowney, Anthony M.; Bolopo, Diana; Krochuk, Billi A.; Thomson, Robert L. (2020년 11월 3일). “The Large Communal Nests of Sociable Weavers Provide Year-Round Insulated Refuge for Weavers and Pygmy Falcons”. 《Frontiers in Ecology and Evolution》 8. doi:10.3389/fevo.2020.570006. ISSN 2296-701X.
9. 1 2  Krochuk, Billi A; Bolopo, Diana; Lowney, Anthony M; Meyers, Paul R; Spottiswoode, Claire N; Raman, Rajendra MG; Thomson, Robert L (2018년 10월 2일). “Why defaecate on your doorstep? Investigating an unusual behaviour in Africa's smallest falcon”. 《Ostrich》 89 (4): 307–314. Bibcode:2018Ostri..89..307K. doi:10.2989/00306525.2018.1529001. ISSN 0030-6525. S2CID 92234468.
10. ↑  Lowney, Anthony; Green, Kelsey; Ngomane, Bonginkosi P; Thomson, Robert L (2017). “Mortal Combat: Intraspecific Killing by an African Pygmy Falcon (Polihierax semitorquatus) to Acquire New Mate and Territory”. 《Journal of Raptor Research》 51 (1): 89–91. doi:10.3356/JRR-16-64.1. S2CID 91009234.
11. ↑  Olubodun, Olufemi P.; Lowney, Anthony M.; Bolopo, Diana; Thomson, Robert L. (2023년 3월 30일). “Breeding biology of the African Pygmy Falcon: long‑term variation and seasonal decline in breeding performance of an arid zone raptor” (PDF). 《Journal of Ornithology》 164 (3): 689–704. Bibcode:2023JOrni.164..689O. doi:10.1007/s10336-023-02065-9. 2024년 3월 16일에 확인함.
12. ↑  Bolopo, Diana; Lowney, A; Thomson, Robert L. (2019). “Helpers improve fledgling body condition in bigger broods of cooperatively breeding African pygmy falcon”. 《Behavioral Ecology and Sociobiology》 73 (4): 1–9. Bibcode:2019BEcoS..73...16B. doi:10.1007/s00265-018-2630-3. S2CID 59259520.
13. ↑  Spottiswoode, Claire; Herrmann, Eric; Rasa, O. Anne E.; Sapsford, Colin W. (2004). “Co-operative breeding in the Pygmy Falcon Polihierax semitorquatus”. 《Ostrich》 75 (4): 322–324. Bibcode:2004Ostri..75..322S. doi:10.2989/00306520409485462. ISSN 0030-6525. S2CID 84652310.